# Diary of a Mad Housewife
Diary of a Mad Housewife (Brasil: Quando Nem um Amante Resolve ) é um filme norte-americano de 1970, do gênero comédia dramática, dirigido por Frank Perry  e estrelado por Richard Benjamin, Frank Langella e Carrie Snodgress.